# Azedin Nuiri
Azedin Nuiri (21 de julio de 1986) es un deportista marroquí que compite en atletismo adaptado. Ganó cuatro medallas en los Juegos Paralímpicos de Verano entre los años 2012 y 2024.

## Palmarés internacional
| Juegos Paralímpicos | Juegos Paralímpicos     | Juegos Paralímpicos | Juegos Paralímpicos |
| Año                 | Lugar                   | Medalla             | Prueba              |
| ------------------- | ----------------------- | ------------------- | ------------------- |
| 2012                | Londres (Reino Unido)   | Medalla de oro      | Peso F34            |
| 2016                | Río de Janeiro (Brasil) | Medalla de oro      | Peso F34            |
| 2020                | Tokio (Japón)           | Medalla de plata    | Peso F34            |
| 2024                | París (Francia)         | Medalla de plata    | Peso F34            |